# Air Burundi
Air Burundi es la aerolínea de bandera de Burundi. Posee su sede central en Buyumbura.

## Revisión
La aerolínea opera vuelos regionales de pasajeros a Ruanda, Tanzania y Uganda. Su base de operaciones principal es el Aeropuerto Internacional de Buyumbura. Cesó sus operaciones en 2007. En 2008, la aerolínea retomó sus operaciones con vuelos diarios a Kigali y Entebbe. En septiembre de 2009, la aerolínea cesó sus operaciones con el único avión que poseía, un Beechcraft 1900 cuando llegó a las doce horas de vuelo. El avión fue trasladado a Sudáfrica para efectuar las labores de mantenimiento, valorados en al menos un millón de dólares.

## Historia
La aerolínea fue fundada en abril de 1971 e inició sus operaciones en 1975. Fue fundada como Societe de Transports Aériens du Burundi' y adoptó el nombre actual en junio de 1975. Es propiedad del Gobierno de Burundi.

## Destinos
En septiembre de 2009, Air Burundi opera vuelos regulares internacionales a los siguientes destinos:

- - Aeropuerto Internacional de Buyumbura Base de operaciones

- - Aeropuerto Internacional de Kigali

- - Aeropuerto Internacional de Entebbe.

- - Aeropuerto Internacional del Kilimanjaro

## Flota
La flota de Air Burundi incluye las siguientes aeronaves (en marzo de 2007):
- 1 Raytheon Beech 1900C Airliner

### Previamente operados
En agosto de 2006 también había operado:
- 1 DHC-6 Twin Otter Series 300

## Reestructuración
En agosto de 2011, los medios de comunicación del Este de África notificaron que Air Burundi había iniciado un proceso de reestructuración. Seis compañías internacionales han mostrado ya su interés en la compañía, a través de ofertas competitivas, proponiendo un proceso de reestructuración. Los planes buscan adquirir o alquilar aviones para poder garantizar las operaciones.